# 山峡の章
『山峡の章』（さんきょうのしょう）は、松本清張の長編推理小説。『氷の燈火』のタイトルで『主婦の友』に連載され（1960年6月号 - 1961年12月号）、1965年8月に光文社（カッパ・ノベルス）から刊行された。
これまで複数回テレビドラマ化されている。

## あらすじ
朝川昌子は阿蘇から耶馬渓をめぐる九州旅行の途中、霧の山中で、官公庁に勤める堀沢英夫とその友人の吉木に出会う。昌子はやがて堀沢と結婚するが、新婚生活に充実を感じられない。堀沢の冷たさ、エリート意識に、違和感を覚える日々が続く。不安な出来事も続き、索漠とした気持ちに包まれる昌子だったが、結婚生活は不意に終焉を迎える。堀沢と昌子の妹・伶子が失踪、二人の遺体が宮城県の作並温泉付近で発見された。情死行を報じるマスコミ。二人の不倫関係を信じられない昌子は、真実を掴もうと究明に乗り出す。

## 主な登場人物
- 原作における設定を記述。

朝川昌子
女子大を卒業して一年ほどの若い主人公。
堀沢英夫
九州旅行中の昌子が出会った青年。官庁に勤務。
吉木
堀沢英夫と同行していた青年。
朝川怜子
昌子の妹で大学生。昌子とは対照的に、明るく行動的な性格。
大友了介
怜子が最近知り合った会社社長。
小野喜久子
婦人雑誌の家庭欄を担当する嘱託の記者。
竹村
堀沢の勤める官庁の上司で課長。
野地
竹村課長に付き従っている課長補佐。

## テレビドラマ

### 1970年版
ドラマタイトル「霧氷の影」。1970年12月4日から1970年12月25日まで、フジテレビ系列の「おんなの劇場」枠（21:30-22:26）にて全4回の連続ドラマとして放映。同じ松本清張による『中央流沙』の設定を加えたもの。
キャスト
- 浜美枝
- 原田芳雄
- 菅貫太郎
- 大谷直子

スタッフ
- 脚本：清水邦夫
- 監督：宇留田俊夫

| フジテレビ系列 おんなの劇場      | フジテレビ系列 おんなの劇場    | フジテレビ系列 おんなの劇場                         |
| 前番組                           | 番組名                         | 次番組                                              |
| -------------------------------- | ------------------------------ | --------------------------------------------------- |
| 青春の挽歌 （1970.11.6 - 11.27） | 霧氷の影 （1970.12.4 - 12.25） | 昼と夜の巡礼 （原作：黒岩重吾） （1971.1.8 - 1.29） |

### 1972年版
1972年11月14日から1972年12月26日まで、日本テレビ系列の「火曜日の女シリーズ」枠（22:00-22:55）にて全7回の連続ドラマとして放映。
キャスト
- 堀沢昌子：大空眞弓
- 堀沢英夫：久富惟晴
- 吉木和夫：藤竜也
- 竹村課長：加藤和夫
- 大友良介：観世栄夫
- 朝川伶子：田島令子
- 昌子の母：幾野道子
- 小野喜久子：田村奈巳
- 中山道子：池田昌子
- 森本：石山雄大
- 中山道子の弟：剛達人
- ナレーター：矢島正明

スタッフ
- 企画：小坂敬
- プロデューサー：高倉三郎、山口剛
- 脚本：田村多津夫
- 音楽：大野雄二
- 撮影：伊佐山巌
- 衣装協力：銀座マギー
- 現像：東洋現像所
- 監督：野村孝
- 制作：東京映画

| 日本テレビ系列 火曜日の女シリーズ | 日本テレビ系列 火曜日の女シリーズ | 日本テレビ系列 火曜日の女シリーズ              |
| 前番組                            | 番組名                            | 次番組                                         |
| --------------------------------- | --------------------------------- | ---------------------------------------------- |
| 木の葉の家 （1972.10.3 - 11.7）   | 山峡の章 （1972.11.14 - 12.26）   | 男と女と （原作：笹沢左保） （1973.1.2 - 2.6） |

### 1981年版
「松本清張の山峡の章」。1981年10月10日21:02-22:51、テレビ朝日系列の「土曜ワイド劇場」枠で放映。サブタイトル「みちのく偽装心中」。視聴率は28.0％を記録し（ビデオリサーチ調べ、関東地区）、松本清張原作テレビドラマ最高視聴率作品の一つとなっている。
キャスト
- 朝川昌子：音無美紀子
- 堀沢英夫：目黒祐樹
- 朝川怜子：風吹ジュン
- 小野喜久子：金沢碧
- 大友了介：戸浦六宏
- 吉木恒平：小野寺昭
- 白石奈緒美、三條美紀、高城淳一、草薙幸二郎、近藤準、石井富子、信実一徳、池永寿見子、岡部健、喜田晋平、加茂正、小森英明、羽生昭彦、高田ひとみ、城戸卓、高木信夫、沖秀一、志馬琢哉

スタッフ
- 脚本：吉田剛
- プロデューサー：佐々木孟、塙淳一（テレビ朝日）
- 音楽：菅野光亮
- 監督：井上芳夫
- 制作：松竹

| テレビ朝日系列 土曜ワイド劇場                         | テレビ朝日系列 土曜ワイド劇場                      | テレビ朝日系列 土曜ワイド劇場                                            |
| 前番組                                                | 番組名                                             | 次番組                                                                   |
| ----------------------------------------------------- | -------------------------------------------------- | ------------------------------------------------------------------------ |
| 白い乳房の美女 江戸川乱歩の地獄の道化師 （1981.10.3） | 松本清張の山峡の章 みちのく偽装心中 （1981.10.10） | 西村京太郎トラベルミステリー 終着駅〈ターミナル〉殺人事件 （1981.10.17） |

### 2010年版
「松本清張ドラマスペシャル『山峡の章』」。2010年1月29日21:00-22:52、フジテレビ系列の「金曜プレステージ」枠で放映。長野県を舞台に設定している。
キャスト
- 朝川昌子（31）：菊川怜

信用金庫で働く普通のOL。
- 吉木信弘（34）：岡田義徳

ジャーナリスト。堀沢の大学の同級生。
- 堀沢英夫（34）：平岳大

外務省勤務のキャリア官僚。
- 川崎一也（35）：松田賢二

警視庁の刑事。
- 小野喜久子（32）：中込佐知子

怜子の知人で英会話教室の経営者。
- 野地慶介（34）：菊池均也

堀沢英夫の同僚。
- 朝川清（60）：藤田宗久

昌子の父で教員。
- 徳永絵美子（31）：堀まゆみ

レポーター。
- 渚（31）：永池南津子

クラブのホステス。
- 朝川伶子（26）：星野真里

昌子の5つ年下の妹。
- 朝川亮子（56）：宮崎美子

昌子の母で専業主婦。
- 竹村忠則（48）：勝村政信

堀沢英夫の上司。
- 大友了介：森永健司
- 安田刑事：佐伯新
- 浦本刑事：島津健太郎
- 蓬萊照子
- 朱源実
- 西山宗佑
- 久松龍一
- 高橋真子
- 池浪玄八
- 吉田祐健
- 高仁和絵
- 夏秋佳代子
- 建部和美
- 中脇樹人
- 吉川勝雄
- 菊間秋彦
- 原田好美：時任亜弓
- 山口美友紀
- マックス・フォン・シュラー

他
スタッフ
- 企画（編成担当）：水野綾子（フジテレビ）
- プロデューサー：保原賢一郎（フジテレビ）、小池秀樹・森安彩（共同テレビ）
- 脚本：渡辺千穂
- 演出：木下高男（共同テレビ）
- 制作協力：共同テレビ
- 制作著作：フジテレビ

| フジテレビ系列 金曜プレステージ        | フジテレビ系列 金曜プレステージ                 | フジテレビ系列 金曜プレステージ                              |
| 前番組                                 | 番組名                                          | 次番組                                                       |
| -------------------------------------- | ----------------------------------------------- | ------------------------------------------------------------ |
| 所轄刑事5 (原作：逢坂剛) （2010.1.22） | 松本清張ドラマスペシャル 山峡の章 （2010.1.29） | 剣客商売スペシャル・道場破り (原作：池波正太郎) （2010.2.5） |